# 게오르크한스 라인하르트

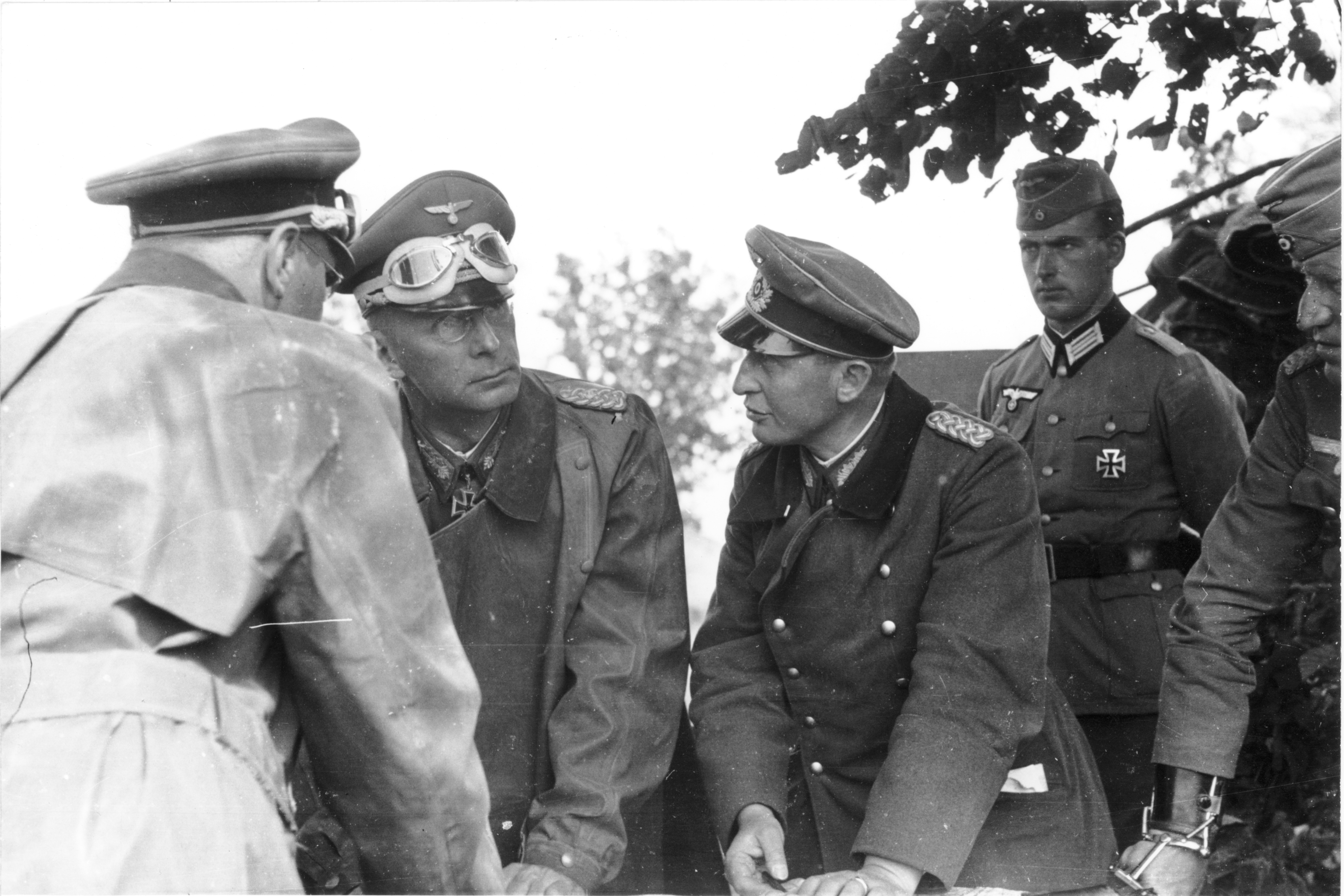
작전 회의 중인 게오르크한스 라인하르트 장군 (왼쪽에서 두 번째) 과 발터 크뤼거.

게오르크한스 라인하르트(Georg-Hans Reinhardt, 1887년 3월 1일 ~ 1963년 11월 24일)는 제2차 세계 대전의 독일 장군이자, 기갑 사단 (뒤에 제3기갑 사단), 중앙집단군의 상급 대장이었다. 그는 전후 뉘른베르크 재판에서 전쟁 범죄 (War Crimes) 와 인도에 반한 범죄 (Crimes Against Humanity) 로 15년형을 선고받았다.